# Neugrid
neuGRID ist ein Projekt, welches von der Europäischen Union im 7. Rahmenprogramm finanziert wird. Es hat den Zweck, eine Digitalinfrastruktur für wissenschaftliche Forschung zu entwickeln. Diese Infrastruktur beruht auf dem Grid-Computing, hat eine benutzerfreundliche Schnittstelle und soll den europäischen Neurowissenschaftlern das Vorankommen in der Forschung im Bereich der neurodegenerativen Erkrankungen ermöglichen. Das neuGRID-Projekt erlaubt die Sammlung und Archivierung einer beträchtlichen Datenmenge von bildgebenden Verfahren und gestattet auch anspruchsvolle Computeranalysen durch verteiltes Rechnen.

## Beschreibung
Das Ziel des Projekts ist die gemeinsame Verwendung von zwei bestehenden Digitalinfrastrukturen, die vorher entwickelt worden sind, damit die europäischen Wissenschaftler in ihrem Studium über die neurodegenerativen Erkrankungen, wie die Alzheimer-Krankheit, vorankommen.
Durch die Computeranalyse von Dreidimensionalen Kernspinresonanzspektroskopien und einer Serie von verteilten Diensten wird es möglich sein, Marker von neurodegenerativen Erkrankungen zu identifizieren. Dank der Flexibilität der technologischen Infrastruktur kann die Funktionalität von neuGRID in Zukunft auch für andere medizinische Applikationen erweitert werden.
- Auf der höchsten Ebene streben die Anwender-Schnittstellendienste nach der Erfüllung der Anforderungen der Applikations-Domänen (Berechnung der kortikalen Dicke). Diese Dienste werden generell gehalten um sie zukünftig zu nutzen.
- Auf der niedrigsten Ebene bestehen die Grid-Schnittstellendienste aus bereits verfügbaren Softwarekomponenten. Sie sind durch das Grid erkennbar und versorgen die Schnittstelle mit der zugewiesenen Grid-Computing Software (EGEE/gLite[1]). Diese Schnittstellendienste kartographieren die vorhandenen und im System verfügbaren Dateien in einer gemeinsamen Rangordnung, auf die andere Zentren Zugriff haben können, und versorgen damit das virtuelle Zugriffssystem auf Dateien.
- Zwischen diese zwei Ebenen gibt es eine Serie von generellen Diensten; unter ihnen die Datenbanksprache oder die Einspeicherung und Bewegung von Bildern.

## Netzwerk Tätigkeiten (Networking Activities)
Die so genannte Netzwerk Aktivitäten beziehen verschiedene Aspekte der verteilten Ressourcenkoordination mit ein. Ein externes Aufsichts-Gremium (Advisory Board) überprüft die zeitliche Einhaltung der wissenschaftlichen Kerne des Projekts. In diesen Bereich fallen auch die folgenden Aktivitäten: die Entwicklung von ethischen Standards und Datenschutzprotokolle (in Übereinstimmung mit den aufkommenden Standards für die Netzwerke im Gesundheitswesen), die Gründung einer Datenbank von medizinischen Bildern, welche die Basis bilden um Tests zur Validierung, Performance und Verfügbarkeit des Systems durchzuführen und die Organisation zwecks Durchführung von Schulungen für die Anwender. Eine intensive Aktivität in der Bekanntmachung an Anwender, Politiker und Verantwortliche, vereint mit Harmonisierungs- und Koordinationsaktionen mit technisch und klinisch gekoppelten Projekten, garantieren eine wesentliche Kommunikation mit dem Außen.

### Datenschutz und Sicherheit im neuGRID
Datenschutz und Sicherheit spielen im neuGRID Projekt eine sehr wichtige Rolle in folgenden Kontexten:
1. Kontext A.: Bilder und klinische Daten werden nur durch speziell autorisierte Subjekte, welche einen erlaubten Zugang zum neuGRID Netz haben, gesammelt.
2. Kontext B.1: Bilder und klinische Daten, die früher in verschiedenen anderen Projekten gesammelt wurden, werden im neuGRIID gespeichert.
3. Kontext B.2: Bilder und klinische Daten, die früher in verschiedenen anderen Projekten gesammelt wurden, werden in neuGRID analysiert jedoch nicht gespeichert.

### Internationale Kooperation
neuGRID arbeitet zusammen mit:
CBRAIN – CBRAIN ist ein kanadisches Netzwerk und besteht aus fünf Forschungszentren die Vorreiter für zerebrale Bilder sind. Diese Forschungszentren sind mit einer serviceorientierten Architektur zur Systematisierung der verteilten Prozesse und der Katalogisierung der Information von zerebralen Bildern miteinander verbunden. Wie bei neuGRID wird bei CBRAIN LORIS für Archivierung und Datenkommunikation verwendet zusammen mit CIVET (Pipeline für das Herausziehen der kortikalen Dicken) als Test der Anwendersoftware. LORIS wurde im neuroImaging Labor (ACE) des Zentrums McConnel Brain Imaging am Neurologischen Institut Montreal (MNI) entwickelt, dank der Unterstützung durch das Gesundheits-Nationalinstitut (NIH). CBRAIN nutzt die hohe Wirksamkeit des nationalen kanadischen digitalen Netzwerkes. Ein Konsortium aus sieben regionalen Zentren die 61 Institutionen vertreten, ist durch das CANARIE verbunden zur Unterstützung von HPC verteilten Anwendungen (computecanada.org) Der verantwortliche Wissenschaftler ist Alan Evans vom Neurologischen Institut Montreal an der McGill-Universität.
LONI – Laboratory of neuroImaging. LONI ist eine umfangreiche Forschungsinfrastruktur der UCLA (University of California, Los Angeles) die mit der weltweit größten Datenbank für Neuroimaging Studien im Bereich neurodegenerative Erkrankungen (ADNI Initiative im Rahmen von Studium und Forschung der Alzheimer-Erkrankung in USA, Japan und Australien (ADNis) mit 12.000 Studien über das Gehirn) ausgestattet ist. Durch die Workflow Management Anwendung von LONI können Neurowissenschaftler mühelos neue Pipelines erschaffen und haben Zugang zu einer umfangreichen Auswahl von Algorithmen, welche die morphologische und funktionale Analyse des Gehirns berechnen. Der verantwortliche Wissenschaftler ist Arthur Toga.
AddNeuroMed – AddNeuroMed besteht aus eine perspektivischen und multizentrischen Studie der Alzheimer-Erkrankung. Die Studie umfasste die Untersuchung von 900 Personen als Vorbild und hat 2500 zerebrale Bilder gesammelt. Diese Studie ist völlig kompatibel zu den ADNI Bildern. Der verantwortliche Wissenschaftler ist Simon Lovestone vom Psychiatrischen Institut am King’s College London, UK.

## Servicetätigkeiten (Service Activities)
Die verteilten Dienste stützen sich auf die Erfahrung und Professionalität, welche während der Entwicklung von bestehenden digitalen Infrastrukturen erworben wurden. Diese Strukturen wurden im Einzelnen für die Erforschung von neurodegenerativen Erkrankungen entwickelt und können intensive Berechnungen als auch die Verwaltung der Datenleistung den entsprechenden Gemeinschaften anbieten. Diese Infrastrukturen offerieren auch "generelle" Dienste, welche die Benutzung der Infrastruktur erleichtern und optimieren. Neugrid entsteht aus der Vereinigung dieser Strukturen als Netzplattform die den Anwendern eine umfassende Vielfalt an Leistungen anbietet. Die Aktivitäten im Zentrum dieses Bereiches umfassen die Entwicklung und die Versorgung von medizinischen Dienstleistungen und von spezifischen Diensten für die Bilder und für das Netz.

### Die Infrastruktur
Niveau 0 – liefert die Basisdienste der Infrastruktur, von der Verwaltung des Informationssystems Grid bis zum Verwaltungsdienst der Leistung der Datenbank neuGRID.
Niveau 1 – umfasst die eigenen und wahren Informatikressourcen und gewährt den Neurowissenschaftlern den Zugang während der Datenaufnahme, der Pipelinespezifizierung und des Experimentierens mit neuen möglichen Markern für neurodegenerative Erkrankungen.

## Gemeinsame Forschungstätigkeiten (Joint Research Activities)
In Bereich der gemeinsamen Forschungstätigkeiten sieht das Projekt vorher:
1. Die Ermittlung der Anforderungen des Anwenders zur Erschaffung eines Raums für mitarbeitende Tätigkeiten.
2. Die Planung und die Implementierung deren Integration auf technischem Niveau.
3. Die Durchführung von ausgedehnten Validierungstests.

neuGRID muss für den Anwender auf transparente Weise an der Schnittstelle funktionieren um identische Ergebnisse im Vergleich zu den Systemen der „Vorführ“-Zentren, jedoch ohne deren Rechnergeschwindigkeit oder potenzielle Einschränkungen der Speicherfähigkeit, zu erzielen. Der Arbeitsplan sieht vor:
- Feststellung der Erfordernisse, technische Bewertung, Planung und Implementierung;
- Bewertung der Leistungen;
- Validierung.

Die Aktivitäten teilen sich in der Analyse der Erfordernisse des Anwenders und des Systems, Netzwerkfähigkeit der Algorithmen und der pipeline, Integration des Prototyp und Validierung.

### Anwender-Beispiel
Ein Forscher interagiert mit neuGRID um eine Bildergruppe mit dem ausgewählten Algorithmus zu analysieren. Sobald die Berechnungen im Netz bearbeitet sind, wird die Daten-Ausgabe mit der Daten-Eingabe verglichen um das Prozessergebnis festzustellen.

## Anwenders
neuGRID wendet an folgende Anwendergemeinschaften:
- Neurowissenschaftler die im Bereich der Alzheimer-Erkrankung arbeiten. Diese werden über eine umfangreiche Datenbank mit klinischen Variablen und Neurobildern kombiniert mit einer Schnittstelle zur Verwaltung der Algorithmen verfügen.
- Forscher im Bereich der Algorithmen können sich auf eine leistungsfähige Test-Datenbank stützen mit der Möglichkeit, sich an eine große Gemeinschaft von Neurowissenschaftlern wenden die potentielle Nutzer ihren Produkte sein können.
- Pharmazeutische Industrie kann Marker der Erkrankungen testen als Ersatzindikator in klinischen Studien für Medikamente für neurodegenerative Erkrankungen.

## Preise und Anerkennungen
Die Präsentation von neuGRID hat die Anerkennung als „Best Live Demonstration“ bei der Konferenz EGEE'09 (Enabling Grid for E-science) in Barcelona (Spanien) erhalten. Bei der Konferenz EGEE'10 in Uppsala (Schweden) konnte dieser Erfolg wiederholt werden.